# فيروس الإنفلونزا أ H7N7
فيروس الإنفلونزا أ H7N7 هو أحد أنماط فيروس الإنفلونزا أ، وهو قادر على التسبب بالإنفلونزا لدى البشر والطيور والخنازير والخيول، كما تسبب بالعدوى لدى الفئران تحت دراسة مخبرية. وللفيروس قابلية للتسبب بجائحة وذلك لقدرته على إصابة عدد مختلف من الحيوانات بالعدوى. وهناك نوعان من الفيروس: شديد العدوى ومنخفض العدوى.
سبب الفيروس بإصابة 89 شخص بالإنفلونزا في هولندا بعد انتشار فاشية بين مزارع الدواجن، مسببة حالة وفاة واحدة بين المصابين. وقامت الحكومة الهولندية بأخذ عينات من 500 شخص وتحليلها لمستضدات الفيروس ووجد أن أكثر من نصف العينات كانت مصابة بالفيروس ولم تظهر لهم أعراض. ويدل هذا على قدرة الفيروس على الانتشار بين الناس وليس محدد بمن لهم انتصال مباشر بالدواجن. كما أن بعض الدراسات تشير إلى أن أكثر من 1000 شخص أصيب بالفيروس خلال الفاشية 
كما وجد الفيروس في بعض الدواجن في هولندا في أغسطس من عام 2006. وكإجراء احترازي قامت السلطات بقتل 25,000 دجاجة.
و في يونيو 2008 تم عزل الفيروس H7N7 شديد العدوى في إنجلترا في مزارع إنتاج البيض. ويعتقد أن الفيروس نتج من تحور فيروس منخفض العدوى. وتميزت هذه الفاشية بمعدل وفيات مرتفع وانخفاض إنتاج البيض في الأسبوعين الذين سبقى موت الدجاج.